# Myriam Gendron
Pour les articles homonymes, voir Gendron.
Myriam Gendron est une autrice-compositrice-interprète québécoise vivant et travaillant à Montréal.

## Biographie
Myriam Gendron naît à Ottawa en 1988. Elle passe une partie de son enfance et de son adolescence à Gatineau, à Paris et à Washington.
En 2014, son premier album, Not So Deep as a Well, reprend et met en musique des poèmes de Dorothy Parker,. Deux autres poèmes de Dorothy Parker sont également mis en musique et publiés en 2015, Bric-à-brac et The Small Hours.
Un deuxième album sort en 2021, Ma Délire. Songs of Love, Lost and Found, consacré en grande partie à sa lecture, contemporaine, de la musique populaire canadienne,. Il comprend notamment Au cœur de ma délire, un titre traditionnel recréé initialement par Dominique Tremblay et Philippe Gagnon, des compagnons de route de Robert Charlebois. Il comprend aussi une version de Par un dimanche au soir !, et Le tueur de femmes. Le titre Poor Girl Blues est une interpolation de Un Canadien errant. Elle revisite aussi dans cet album des chansons de traditions culturelles autres, telle que Go Away From My Window, placé en entrée, un traditionnel américain collecté par John Jacob Niles (en), ou encore des chansons à l'histoire complexe, comme Shenandoah, un chant de marins américain datant du début du XIXe siècle, qui aurait des origines canadiennes-françaises.
« Je suis une passionnée de littérature et j’ai trouvé dans la musique folk une forme littéraire qui m’a plu », explique-t-elle, en précisant « J’aime toutes sortes de musiques : la musique alternative, le métal... J’aime quand ça arrache, et le folk n’est pas incompatible avec ça. ». Elle est aussi libraire à Montréal,. Cependant, Myriam Gendron décide de quitter son emploi de libraire pour dédier tout son temps à la création de compositions originales.
En 2024, Myriam Gendron a sorti un nouvel album intitulé Mayday, dans un style folk. Cet album est nommé pour le prix de musique Polaris 2025. 

## Discographie
- 2014 : Not So Deep as a Well, Feeding Tube Records, Mama Bird Recording Co.
- 2015 : Bric-à-brac / The Small Hours, Feeding Tube Records, L'Oie de Cravan Records
- 2021 : Ma Délire. Songs of Love, Lost and Found, Feeding Tube Records, les albums claus
- 2024 : Mayday, Feeding Tube Records, Thrill Jockey

## Récompenses
- Gala de l'ADISQ 2024 : Nomination pour Album de l'année – Bilingues / autres langues pour l'album Mayday[13]